# Aeroporto di Côn Đảo
L'aeroporto di Côn Đảo, in lingua vietnamita Sân bay Côn Đảo, (ICAO: VVCS - IATA: VNM) è un aeroporto vietnamita situato sull'isola di Côn Sơn, la maggiore dell'arcipelago delle Côn Đảo, parte della provincia di Ba Ria-Vung Tau. E'utilizzato sia come aeroporto civile che come aeroporto militare.
L'aeroporto risale al periodo coloniale francese ed è stato potenziato a partire dal 2003 e dall'anno successivo è servito da rotte per Ho Chi Minh e Vung Tau. Il terminal passeggeri è stato completato nel 2005. L'aeroporto è servito principalmente dalla compagnia aerea Vietnam Air Services Company, una sussidiaria della Vietnam Airlines.